# Steve Elson
Steven Andrew Elson (Berkeley, 1953) is een Amerikaanse jazz- en fusion-muzikant (saxofoon, fluit) en componist, die ook werkzaam was als studiomuzikant in andere genres.

## Biografie
Elson begon op 11-jarige leeftijd met het saxofoonspel. Tijdens zijn middelbareschooltijd speelde hij al in rhythm-and-blues-, soul- en jazzbands in de baai van San Francisco. Op 16-jarige leeftijd verliet hij het college en sloot hij zich aan bij de Rhythm & Blues Revue van Johnny Otis, waarin hij optrad met Eddie 'Cleanhead' Vinson, Shuggie Otis en de Three Tons of Joy. Nadat hij had gestudeerd bij Hal Stein en Joe Henderson, verhuisde Elson naar New York, waar hij zich bewoog in het loftjazz-circuit en speelde bij Tito Puente.
Begin jaren 1980 was hij met Ray Anderson, Allan Jaffe, Mark Helias en Jim Payne medeoprichter van de samenwerkende funkband Slickaphonics, waarmee hij vijf albums inspeelde en meermaals op tournee was in de Verenigde Staten en Europa. In 1983 formeerde hij met Lenny Pickett en Stan Harrison The Borneo Horns. Met deze blazerssectie nam hij talrijke albums op en begeleidde hij ook David Bowie, Grace Jones en Duran Duran op tournees.
Hij nam bovendien op met Klaus Nomi, Peter Gabriel, The Temptations, Joe Jackson, Stevie Ray Vaughan, The Talking Heads, Wolfgang Niedecken en Natalie Merchant, maar ook met Philip Glass, Al Jarreau, Guy Klucevsek, Giora Feidman, Dennis Chambers en John Lurie. Nu is hij lid van de rootsband Hazmat Modine. In 1991 bracht hij onder zijn eigen naam het fusion-album Lips & Fingers uit, in 2009 volgde Mott & Broome en in 2015 At Play.
- Gemeinsame Normdatei: 134366921
- International Standard Name Identifier: 0000 0001 0653 3316
- Library of Congress Control Number: n97854459
- MusicBrainz: 15ebc083-bd32-46ad-808d-0f81108b4613
- Nationale Bibliotheek van Israël: 987007323427905171
- Système universitaire de documentation: 251414191
- Virtual International Authority File: 124149066602165602018